# تفلق فرجيني
مرعة فيرجينية (الاسم العلمي: Rallus limicola) (بالإنجليزية: Virginia Rail)‏ هي نوع من الطيور تتبع جنس المرعة من فصيلة المرعات.